# Cachoeira do Chuvisco
Cachoeira do Chuvisco é uma cachoeira brasileira situada no distrito de Gado dos Ferros, município de Palmácia, no estado do Ceará, ela tem uma piscina natural, e é reconhecida como uma das principais cachoeiras da Serra de Baturité. Com cerca de 15 metros de altura, faz parte do Circuito de Cachoeiras de Palmácia. É uma das principais quedas d'água da serra.